# Giuseppe Tarcaniota
Giuseppe Tarcaniota (in greco  Ιωσήφ Ταρχανειώτης?; ... – 1074) era un generale bizantino noto soprattutto per la sua mancata partecipazione alla decisiva Battaglia di Manzicerta del 1071.

## Biografia
Generale esperto, Giuseppe era il comandante in seconda dell'operazione bizantina a Manzicerta, con circa 30000 - 40000 soldati al suo comando. Il settore dell'esercito di Tarcaniota fu distaccato per prendere la vicina Khliat prima che si svolgesse la battaglia principale. Non è chiaro cosa sia successo, ma in ogni caso Khliat non fu presa dai Bizantini. La mancata partecipazione di Tarcaniota alla campagna, dovuta a tradimento, insoddisfazione o sconfitta in battaglia, minò seriamente la capacità di Romano IV (r. 1068-1071) di combattere a Manzicerta. Anche se il suo contingente fu sconfitto (secondo le fonti selgiuchidi) o eliminato per cause sconosciute (le fonti bizantine non ne parlano affatto), Tarcaniota sopravvisse.
Giuseppe morì nel 1074, mentre era in carica come doux di Antiochia, e gli succedette il figlio Catacalo Tarcaniota.